# Mangaba oliwkowa
Mangaba oliwkowa (Cercocebus galeritus) – gatunek ssaka naczelnego z podrodziny koczkodanów (Cercopithecinae) w obrębie rodziny koczkodanowatych (Cercopithecidae). 

## Taksonomia
Gatunek po raz pierwszy zgodnie z zasadami nazewnictwa binominalnego opisał w 1879 roku niemiecki zoolog Wilhelm Peters, nadając mu nazwę Cercocebus galeritus. Miejsce typowe to rzeka Tana, Mitole (2°10′S 40°10′E/-2,166667 40,166667), Kenia (łac. Habitatio: Mitole (Afr. orient.)). Peters swój opis oparł na samcu zastrzelonym 16 listopada 1878 roku.
Niektóre ujęcia systematyczne uwzględniają taksony C. agilis i C. sanjei jako podgatunki C. galeritus, podczas gdy inne nadają tym taksonom pełny status gatunkowy. C. galeritus jest szeroko sympatryczny z Piliocolobus rufomitratus i Cercopithecus mitis albotorquatus oraz wąsko sympatryczny na obrzeżach lasu z Papio cynocephalus i Chlorocebus pygerythrus. 
Autorzy Illustrated Checklist of the Mammals of the World uznają ten za gatunek monotypowy.

### Etymologia
- Cercocebus: gr. κερκος kerkos „ogon”; κηβος kēbos „małpa długoogoniasta”[10].
- galeritus: łac. galeritus „zakapturzony, czubaty”, od galerum „czapka, czepek”, od galea „hełm”[11].

## Zasięg występowania
Mangaba oliwkowa występuje endemicznie w południowo-wschodniej Kenii, w płatach lasów łęgowych wzdłuż dolnego biegu rzeki Tana; dodatkowa mała populacja została niedawno odkryta w delcie rzeki Tana.

## Morfologia
Brak dostępnych danych na temat szczegółowych pomiarów. J. Kingdom w książce Field Guide of African Mammals z 1997 roku podaje następujące szacunkowe dane: długość ciała (bez ogona) samic około 42–53 cm, samców około 50–63 cm, długość ogona około 45–77 cm; masa ciała samic około 5–6,5 kg, samców około 8–10 kg. Dorosły samiec, mierzony przez W. Petersa, miał długość ciała (bez ogona) 49 cm i długość ogona 72 cm. Mangaba oliwkowa jest smukłą, ale silnie zbudowaną małpą, bardzo zwinną dzięki długim kończynom i długiemu ogonowi. Można ją rozpoznać po osobliwej, podobnej do grzywy kucyka, fryzurze.

## Tryb życia
Mangaba oliwkowa zamieszkuje wilgotne lasy równikowe. O zwyczajach tej mangaby niewiele wiadomo, jednak wydaje się, że potrafi prowadzić tryb naziemny, jak i nadrzewny. Żywi się liśćmi, owocami, roślinami uprawnymi i owadami. Mangaby oliwkowe żyją w grupach liczących 10–20 zwierząt i składających się z kilku starszych samców, dojrzałych płciowo samic i młodych.
Samica rodzi, po ciąży trwającej około 24 tygodni, 1 młode.

## Status zagrożenia
W Czerwonej księdze gatunków zagrożonych Międzynarodowej Unii Ochrony Przyrody i Jej Zasobów został zaliczony do kategorii CR (ang. critically endangered ‘krytycznie zagrożony’).